# Lindów (Lipie)
Lindów ist eine Ortschaft mit einem Schulzenamt der Landgemeinde Lipie im Powiat Kłobucki der Woiwodschaft Schlesien in Polen.

## Geschichte
Nach der zweiten Teilung Polens von 1793 bis 1807 gehörte das Gebiet zu Südpreußen. 1807 kam es ins Herzogtum Warschau und 1815 ins neu entstandene russisch beherrschte Kongresspolen.
Der Ortsname ist vom deutschen Wort oder Personennamen Linde (polnisch lipa – vergleiche der Name des Sitzes der Gemeinde Lipie) mit dem besitzanzeigenden Suffix -ów abgeleitet. Nach der örtlichen Überlieferung teilte der Dorfbesitzer namens Linde sein Besitztum zwischen seinen Kindern: Stanisław erhielt Stanisławów, Julian Julianów, Albert Albertów, Rozalia Rozalin und Natalia Natolin.
In der ersten Hälfte des 19. Jahrhunderts lebten in Lindów, Natolin und Rozalin deutsche Protestanten. In Natolin befand sich im Jahr 1849 ein Holzbethaus und ein Kantorat, aber eine evangelisch-augsburgische Filialgemeinde von Wieluń wurde 1854 in Panki gegründet. Als die Filialgemeinde Panki aufgelöst wurde, wurden ihre Mitglieder von der Gemeinde in Tschenstochau übernommen.
Im Jahr 1880 gab es in Lindów eine Volksschule und 55 Häuser mit 260 Einwohnern.
Nach dem Ende des Ersten Weltkriegs kam Lindów zu Polen und gehörte zu der Gemeinde Lipie im Powiat Częstochowski in der Woiwodschaft Kielce (1919–1939). 1921 deklarierten sich 26 aus 348 Bewohnern als deutscher Nationalität, außer 234 Römisch-Katholiken gab es 102 Lutheraner und 12 Juden. Unterbrochen wurde dies nur durch die Besetzung Polens durch die Wehrmacht im Zweiten Weltkrieg. Es gehörte dann zum Landkreis Blachstädt im Regierungsbezirk Kattowitz in der Provinz Schlesien (seit 1941 Provinz Oberschlesien). Lindów, Natolin und Rozalin waren die einzigen Ortschaften im Landkreis Blachstädt, wo 1941 alle Polen zwangsweise ausgesiedelt wurden, um Volksdeutsche anzusiedeln. In Lindów wurden damals 22 Familien bzw. 140 Personen ausgesiedelt und ins Deutsche Reich als Zwangsarbeiter verschleppt.
1950 kam es an die Woiwodschaft Katowice.  Von 1975 bis 1998 gehörte Lindów zur Woiwodschaft Częstochowa.